# Pericopa Noah
Pericopa Noah (în limba ebraică:פרשת נח- Parashat Noakh) este a doua pericopă a săptămânii din Cartea Facerii sau a Genezei, Întâia carte a lui Moise sau a Torei, între capitolul 5, versetul 9 și capitolul 11, versetul 32. Ea este numită după principalul ei personaj omenesc, patriarhul Noe (Noakh).
Primele ei cuvinte sunt Ele toldot Noah (Iată viața lui Noe...).
Pericopa se citește în cultul iudaic între datele ebraice 1 Heșvan și 6 Heșvan, începând cu prima sâmbătă din acea lună, a doua sâmbătă după sărbătoarea de Simhat Tora. Cade în lunile octombrie sau noiembrie ale anului internațional. Ea este dominată de mitul Potopului și al Arcei lui Noe. Alte episoade se referă la beția lui Noe, Turnul Babel, de asemenea, enumerarea urmașilor lui Noe după Potop.
Împreună cu pericopa Vaishlakh, Pericopa Noah are cele mai multe versete din toate pericopele Cărții Genezei (dar nu cele mai multe litere sau cuvinte).

## Temele pericopei

#### Potopul
vezi și Potopul
Cea dintâi parte a pericopei se referă la Potop, un cataclism universal declanșat de Dumnezeu în urma păcatelor oamenilor. Noe sau Noakh era Noe era un 
„om drept și neprihănit între oamenii timpului său și mergea pe calea Domnului”
. De aceea el a fost ales ca unic om supraviețuitor al Potopului, împreună cu familia sa, și ca renăscător al omenirii după catastrofă.
I s-a poruncit să construiască o corabie din lemn de salcâm, numită Arcă (Tevá) cu care, în vremea Potopului, să se refugieze el, familia, câte șapte perechi din animalele curate și câte o pereche din toate celelalte animale, păsări și târâtoare. 
Potopul a durat zile multe și „a șters tot trupul ce se mișca pe pământ”.
După patruzeci de zile și patruzeci de nopți fără oprire, ploile au încetat. iar apele s-au retras și uscat vreme de o sută cincizeci de zile, iar Arca lui Noe a poposit pe Munții Ararat.

#### Legământul curcubeului (Brit Hakèshet)

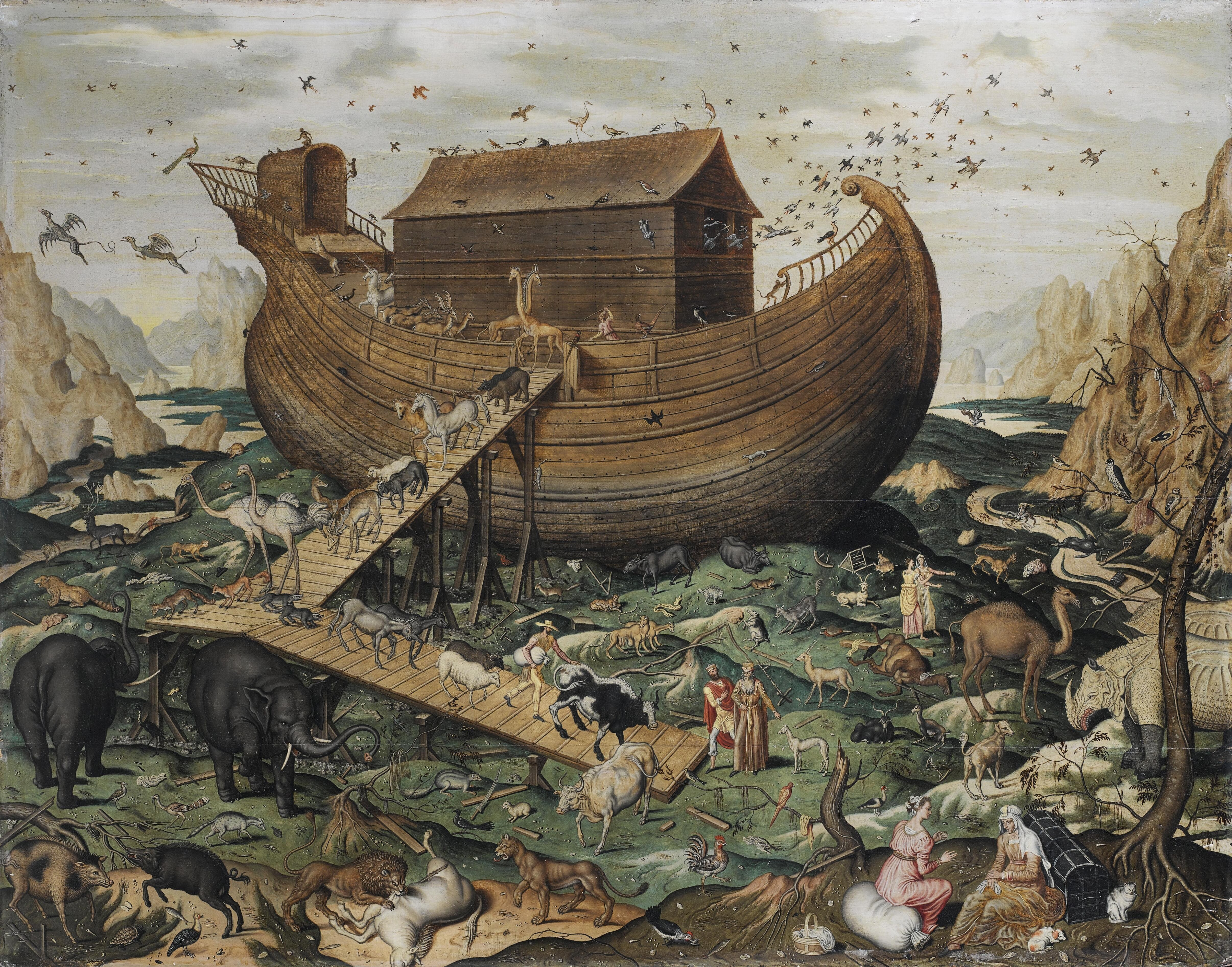
Arca lui Noe ajunsă pe Muntele Ararat, pictură de Simon de Myle, Țările de Jos

După ce, prin porumbelul care s-a întors mai întâi cu o ramură de măslin, iar apoi nu s-a mai întors, Noe și-a dat seama că pământul s-a uscat pretutindeni, el a ieșit din arcă și a închinat jertfe. După ce animalele au coborât din corabie, Dumnezeu i-a spus lui Noe că are voie să le taie pentru a le mânca, dar fără sânge, de asemenea omorul de oameni este interzis. Dumnezeu i-a făgăduit lui Noe ca nu va mai aduce vreodată un potop în lume, și ca semn al făgăduinței a făcut un legământ, punând curcubeul pe cer.   

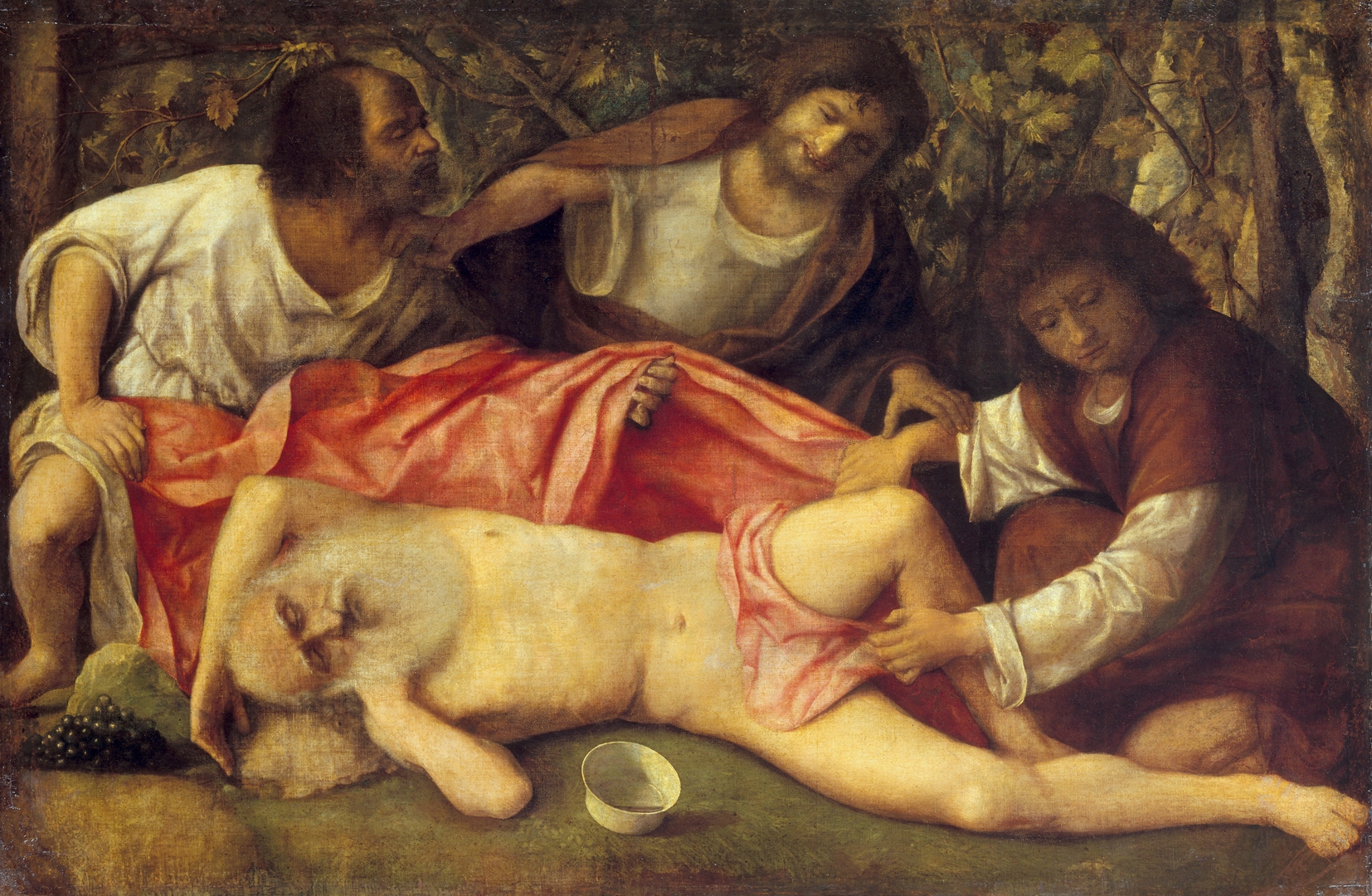
Fiii lui Noe îl găsesc gol și beat. Pictură de Giovanni Bellini, 1515

Turnul lui Babel, pictură de Pieter Brueghel cel Bătrân, 1563

#### Beția lui Noe
Noe a sădit viță-de-vie și s-a îmbătat cu vin.
Fiul său mai mic, Ham,l-a văzut zăcând gol în cortul său și a povestit fraților săi. Aceștia, însă, s-au ferit să-i privească goliciunea și l-au acoperit cu o haină. Când s-a trezit, Noe a blestemat pe Canaan, fiul lui Ham, să fie rob, în schimb i-a binecuvântat pe Sem și pe Iafet.

#### Povestea fiilor lui Noe
În urma potopului, care a dus la ștergerea urmei omenirii dinainte și supraviețuirea doar a opt oameni - Noe, soția, cei trei fii și nurorile, a apărut o nouă omenire. Între urmașii lui Ham textul biblic îl menționează, în mod deosebit, pe Nimrod, fiul lui Kush, care a fost vânător vestit (ghibor tzáid), și care a avut o mare împărăție, care a cuprins, între altele, Babilonul, Erekh (Uruk), Akkad, Ashur și Ninive.

#### Turnul Babel
Vezi și Turnul Babel 
În continuare pericopa povestește despre urmașii lui Noe.Între altele, relatează despre încercarea de a zidi Turnul Babel și despre felul cum Dumnezeu a împiedicat aceasta prin înmulțirea limbilor lor și răspândirea lor pe cuprinsul pământului.

#### Cele zece generații de la Noe la Avraam

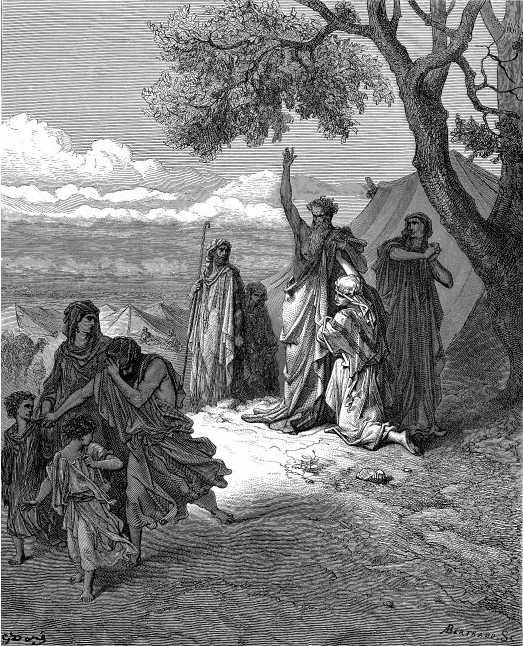
Noe îl blestemă pe Canaan,desen de Gustave Doré

Pericopa înșiră apoi lista celor zece generații care au trecut de la Noe la Avraam. La sfârșitul pericopei cititorul face cunoștință cu familia lui Avraam, care încă se numea Avram. Tatăl lui Avram, Terah, pleacă din Ur Kasdim cu gândul să ajungă in Țara Canaanului, dar se oprește la Haran, unde moare.

## Haftará
Suplimentul de lectură Haftará pentru aceasta pericopă:
pentru ritul așkenaz  este reprezentat de texte din Cartea lui Isaia 54,1-55,5.
Pentru ritul sefard - este tot din Cartea lui Isaia 54,1-10